# Rescate en la Antártida en 1953
El rescate en la Antártida ocurrió el 26 de mayo de 1953 cuando integrantes de la Base Antártica Brown de Argentina, liderados por el teniente de corbeta Guillermo Emilio Schlieper, rescataron a tres miembros de la Base Presidente Gabriel González Videla de Chile.

## Destacamento Almirante Brown
El Boletín Naval Público del Ministerio de Marina n.º 396 del 28 de noviembre de 1952 publica la designación del teniente de corbeta de infantería de Marina, Guillermo Emilio Schlieper, como comandante del destacamento Almirante Brown, en bahía Paraíso, Antártida. Dicha tarea fue cumplida durante todo el año 1953 junto a una dotación de cuatro hombres, el enfermero Francisco Villasuso, el radioperador Eleazar Guerrero, el cocinero Eduardo Albornos, y el motorista Vicente Tudor. Los comandantes designados de los siete destacamentos antárticos realizaron en junio de 1952 un curso de esquí y alta montaña en la escuela que el Ejército Argentino tiene en Puente del Inca (provincia de Mendoza). Schlieper fue el tercer comandante de Brown después Antonio Vañec, quien fue el fundador en 1951 y de Alberto Somoza en 1952 expedicionario a puerto Neko.

## El rescate
A diez kilómetros al norte de Brown se encuentra la base chilena González Videla, integrada por personal de su Fuerza Aérea de Chile (FACh). El 25 de mayo, fecha patria en Argentina, se recibió la visita de tres integrantes de esa base chilena: el capitán Sergio Espinosa y los cabos Eulogio Gutiérrez y Carlos Amigo, cumpliendo una antigua tradición entre ambos países.
El día siguiente, 26 de mayo, Espinosa emprendió el regreso pese a las condiciones desfavorables de hielo en la bahía y a lo frágil de su embarcación. Luego de dos horas de la partida, el destacamento Almirante Brown recibió un llamado del segundo de la base chilena, el teniente meteorologista Gustavo Ameau, para pedir auxilio ante la demora de Espinosa y por no contar con otra embarcación.
La dotación argentina, subió con esquíes al montículo de 200 metros a la espalda del Brown y con largavistas barrieron el escenario sin encontrar referencia alguna de los perdidos. Con el ánimo en contradicción, pues seguía entrando hielo a la bahía, Schlieper embarcó en el pequeño chinchorro con Villasuso y Tudor. Dado que la misión parecía imposible, la despedida con Guerrero y Albornos, que quedaban en Brown, fue sin palabras, pero la cara de ellos lo decía todo.
Apenas comenzaron con la búsqueda de los chilenos, se empezó a formar escarcha entre los bloques de hielo que había que romper con los remos, pues el empuje del motorcito de 7 HP no lograba abrirse pase. Después de cuatro horas de navegación, se divisó una Luz Very hacia el este, lo que hizo cambiar el rumbo hacia el destello. Finalmente, luego de otras dos horas, llegaron al lugar donde estaban los hombres perdidos. Se encontraban al pie de una pared de hielo de 30 metros de altura de un glaciar en actividad y sobre una playa de pedregullo de 2 a 3 metros de ancho, prestos a entrar en hipotermia.
En los seis meses de Antártida, los argentinos habían leído Luces del Sur de John Rymill, jefe de la expedición inglesa entre 1934 y 1939 y notas del almirante norteamericano Richard Evelyn Byrd, que entre 1934 y 1941 estuvo en Bahía Margarita al sur del círculo polar. Ambos estuvieron en condiciones similares, sin rompehielos, ni helicópteros ni meteorología satelital. Sin embargo, esos exploradores que habían vivido circunstancias de máxima peligrosidad, no mencionaban que se hayan acercado a un glaciar en actividad, de manera que la playa de pedregullo podría ser un descubrimiento argentino chileno.
Remolcaron el averiado bote chileno, evitaron los bloques de hielo y navegaron rozando un enorme témpano, mientras observaban la masa azul bajo el agua. que en oportunidades produce desde su fondo desprendimientos de grandes bloques que afloran con fuerza destructiva como para demoler una embarcación. Nada de esto ocurrió, y ante la gran sorpresa, arribaron a la Base chilena, donde fueron recibidos efusivamente. 
Los argentinos pernoctaron y regresaron a Brown al día siguiente. El viento era fuerte, se había llevado los hielos, pero la bujía del motor se mojaba, con lo que tuvieron que sumergirla dentro de un tachito de kerosene para quemarla, mientras Schlieper y Villasuso remaban con vigor para no perder recorrido y así repetidas veces hasta llegar a Brown, donde el esfuerzo no permitió evaluar la aventura del rescate.